# جعبه شنی (توسعه نرم‌افزار)
در توسعه نرم‌افزار جعبهٔ شنی محیطی است محصور که کد نامعتبر را از محیط تولید یا مخزن عایق می‌کند.

## انگیزه

### نامگذاری
اگر به خانه کسی بروید که کودکی دارد، دیده‌اید که کودک با ماژیک یا مداد دیوارهای خانه را خط خطی کرده‌است! بعضی والدین برای کودکانشان یک جعبه شنی تهیه می‌کنند تا در آن بازی و خرابکاری کنند!

### هدف
در توسعه نرم‌افزار پروژه‌های گروهی، ممکن است یک اپ تازه کل پروژه را خراب کند (مثلاً مجموعه داده اصلی را بهم بریزد یا حتی نابود کند)، بخصوص اگر برنامه‌نویس یک فرد مبتدی، بیگانه، رخنه‌گر، دشمن یا مشکوک باشد؛ بنابراین بهتر است اپ‌های جدید جداسازی شوند.

## عملکرد
جعبهٔ شنی معمولاً منابعی را به صورت کنترل شده در اختیار برنامه مهمان قرار می‌دهد؛ مثلاً قطعه‌ای از حافظه موقت و حافظهٔ دایم به صورت چرک‌نویس در اختیار برنامه مهمان قرار می‌گیرد. در جعبهٔ شنی دسترسی برنامه مهمان به منابع سیستم، ارتباط شبکه، سرکشی به سیستم میزبان و دستگاه‌های ورودی، معمولاً مسدود یا به شدت محدود و کنترل می‌شوند.
چنانچه برنامه‌هایی نظیر رایانامه‌خوان و مرورگر اینترنت را در جعبهٔ شنی اجرا شوند، احتمال آلوده شدن از طریق پیوست و ابرپیوندها کاهش می‌یابد.

### هشدار
جعبهٔ شنی سد سدیدی مقابل آلودگی برنامهٔ میزبان نیست. هستند بدافزارهایی که جعبه شنی را دور بزنند.